# Конн Макшейн О’Нил
Конн Макшейн О’Нил (англ. Conn MacShane O'Neill; 1565—1630) — ирландский принц Ольстера, лорд Клаббай, дворянин, мятежник и политический деятель в конце XVI и начале XVII века.

## Биография
Конн был сыном правящего в то время монарха Ольстера Шейна О’Нила (1559—1567), известного как «Шон Ан Диомас» или «Шейн Гордый». Существуют противоречивые свидетельства о его матери, среди которых графиня Кэтрин Маклин, последняя жена Шейна О’Нила, или дочь Шейна О’Магуайра, принца Ферманы, на котором Шейн был недолго женат в 1562 году, или Мэри О’Доннелл, дочь Калваха, принца Тирконнелла. В раннем детстве его часто англичане держали в качестве заложника за его отца, а позднее его братьев. Однако к 1570-м годам он, по-видимому, жил в Шотландии при дворе вождя клана Маклин.
Конн последовал за своими братьями Хью Гавелохом и Генри Макшейном О’Нилом в затяжную войну против своих двоюродных братьев Турлоха Луйнеха О’Нила и Хью, графа Тирона, в 1583 году. Все вместе эти десять братьев были известны как « Мак-Шейны» и вели непрерывную войну с 1583 по 1591 год за господство в Ольстере при поддержке шотландской армии, состоящей из кланов Маклин и Макдоннелл . В 1589 году правящий в Тир Эогайне, сэр Турлох Луйнех О’Нил, усыновил Конна Макшейна и объявил его своим танистри (преемником) в качестве главы клана О’Нил.
Конн постоянно противостоял своему двоюродному брату, Хью Руэ О’Нилу, 2-му графу Тирону, в течение 1590-х годов и в XVII веке. Он дошел до того, что отправился в Англию и обвинил графа в измене в 1590 году. Он и его брат Хью получили благодарственное письмо от испанского капитана, который потерпел кораблекрушение и был гостеприимно принят графами. Дело рассматривалось в присутствии Елизаветы, и по политическим причинам граф остался безнаказанным. Вскоре после того, как братья Конна, Хью и Брайан, были схвачены и казнены графом. В 1590 году Конн был ненадолго избран главой клана О’Нил. Однако он был свергнут и во время Девятилетней войны был арестован и снова взят в плен своим двоюродным братом в островной крепости Киллетраг . Когда Хью Руэ О’Нил начал проигрывать войну, Конн бежал и присоединился к англичанам, сражаясь с ними, чтобы победить своего кузена.
Конн О’Нил был женат на Мэри О’Доннелл, принцессе из династии Тирконнелл. Трудно определить, была ли она дочерью Мануса О’Доннелла или его сына сэра Хью О’Доннелла, как оба назвали Мэри или Мейрид.
Когда Хью Роэ О’Нил, граф Тирон, бежал из Ирландии в 1607 году, Конн был вознагражден большим поместьем, известным как Клаббай на юго-западе Ольстера до конца жизни. У Конна было два сына, которые обладали некоторой собственной властью: Хью Макшейн О’Нил и Арт МакШейн О’Нил. Хью был вождем клана Макшейн на западном берегу реки Банн в Гленконкейне, а Арт Ог унаследовал Клаббай и, как известно, укрепил его и удерживал до 1640-х годов.
Семья Конна Макшейна считалась достаточно близкой к семье графа Хью Роэ О’Нил, графа Тирона, чтобы претендовать на графский титул. В 1640 году 3-й граф Тирон перечислил потомков Конна как последнюю линию, способную претендовать на титул «Тирон», если вся родословная Мэттью «Фэрдорха» О’Нила будет прервана . В связи с этим в 1683 году внук Конна Кормак МакШейн О’Нил отправился в Испанию и безуспешно ходатайствовал о присвоении титула и должности 8-го графа/графа Тирона в испанской креации. Однако после смерти испанского графа Тирона в начале 1690-х годов потомки Конна МакШейна О’Нила обратно в Ирландии снова стали использовать имя О’Нил Мор и сохранили традиции избрания в семье О’Нил после 1888 года.